# Apiocera asiloides
Apiocera asiloides är en tvåvingeart som beskrevs av Paramonov 1953. Apiocera asiloides ingår i släktet Apiocera och familjen Apioceridae. Inga underarter finns listade i Catalogue of Life.